# Кузник, Питер
Питер Кузник (англ. Peter Kuznick, полное имя Peter Jeffrey Kuznick; род. 1948) — американский учёный-историк, профессор истории.
Директор Института ядерных исследований Американского университета. Автор ряда трудов, соавтор американского документального телесериала «Нерассказанная история США».

## Биография
Родился в 1948 году в Нью-Йорке.
Обучался в Ратгерском университете: бакалавр (1970, уровень Summa cum laude, член братства Phi Beta Kappa), магистр (1975), PhD (1984, диссертация «Beyond the Laboratory: Scientists as Political Activists», руководитель профессор Уоррен Сайсман). Постдокторант Университета Джорджа Мейсона с 1984 года.
По окончании учёбы преподавал в ряде колледжей США (с 1976 по 1983 год): Arapahoe Community College, Community College of Denver, Aims Community College, Prince George’s Community College, University of Maryland College Park and University College.
Принимал участие в движении за гражданские права и против войны во Вьетнаме, продолжает активно участвовать в антивоенной деятельности и в акциях по отмене ядерного оружия. В 1995 году основал Институт ядерных исследований Американского университета.
С Оливером Стоуном стал соавтором 10-серийного документального фильма и книги под названием «Нерассказанная история Соединенных Штатов». Регулярно дает комментарии для американских и международных СМИ.

## Заслуги
- Стипендиат Woodrow Wilson Fellow.
- Удостоен наград Nuclear Studies Institute, National Endowment for the Humanities Summer Research, The American University Research
- Почётный лектор Организации американских историков.